# Alfred de Vigny
Alfred Victor de Vigny (Loches, 27 marzo 1797 – Parigi, 17 settembre 1863) è stato un poeta, scrittore e militare francese.

## Biografia
Alfred de Vigny nacque da una famiglia aristocratica. Suo padre era un veterano della Guerra dei Sette Anni, mentre sua madre, donna di forte carattere e vent'anni più giovane del marito, ispirata da Jean-Jacques Rousseau, si occupò personalmente dell'educazione del figlio durante i primi anni. Come per tutte le famiglie nobili della Francia, la Rivoluzione francese diminuì considerevolmente il suo tenore di vita. Dopo la disfatta di Napoleone a Waterloo ritornò la monarchia con Luigi XVIII, fratello di Luigi XVI, nel 1814.
Sottotenente nei gendarmes rouges (1814), entrò, nel 1815, nella guardia reale appiedata, venne promosso capitano nel 1823, e inviato alla frontiera durante la guerra di Spagna; diede le dimissioni nel 1828. Si trasferì a Parigi con la moglie inglese Ms Lydia Bunbury che aveva sposato nel 1825 e divenne un habitué del Cenacolo romanticista i cui membri si riunivano a casa di Victor Hugo.
Da sempre attirato dalla letteratura, e particolarmente dotato nella storia francese e biblica, cominciò a scrivere versi nel 1815. La sua prima raccolta apparve nel 1822 (Poèmes); nel 1826, ne fece una nuova edizione (Poèmes antiques et modernes), aggiungendone alcuni, tra i quali Moise (Mosè), Eloa, Le Déluge (Il Diluvio) e Le Cor (Il corno da caccia). Nel 1837, aggiunse: La Neige, Madame de Soubise, La Frégate, La Sérieuse, Paris, Les Amants de Montmorency.
Cinq-Mars, l'opera in prosa narrativa di Vigny, uscì nel 1826. Romanzo storico ispirato dal complotto che Enrico di Cinq-Mars, giovane marchese d'Effiat, organizzò per destituire Richelieu. Vigny, magnificando il personaggio di Cinq-Mars, si schierò in favore di un'aristocrazia rimasta fedele a un ideale nobile, generoso e ardito. Modificò sensibilmente gli eventi storici: la storia cita che il complotto era stato dettato da ambizioni personali e non dalla fedeltà al re.
Vigny lavorò con Emile Deschamps, per una produzione di Romeo e Giulietta nel 1827 e nel 1829 rielaborò Le More de Venise (Il Moro di Venezia). Presentò nel 1831 la sua prima opera teatrale originale La Maréchale d'Ancre, un dramma storico sugli avvenimenti del regno di Luigi XIII di Francia. In questa occasione conobbe l'attrice Marie Dorval che divenne sua amante fino al 1838. Nel 1835, venne messo in scena il dramma Chatterton nel quale Marie Dorval fu applaudita nel ruolo di Kitty Bell. Chatterton è considerato uno dei più significativi drammi romantici francesi, tratto da uno dei tre episodi di Stello (1832) nel quale l'autore sviluppa l'idea del poeta reietto della società moderna.
Servitude et grandeur militaires (Servitù e grandezza militari) del 1835 è la rievocazione della sua lunga esperienza di soldato.

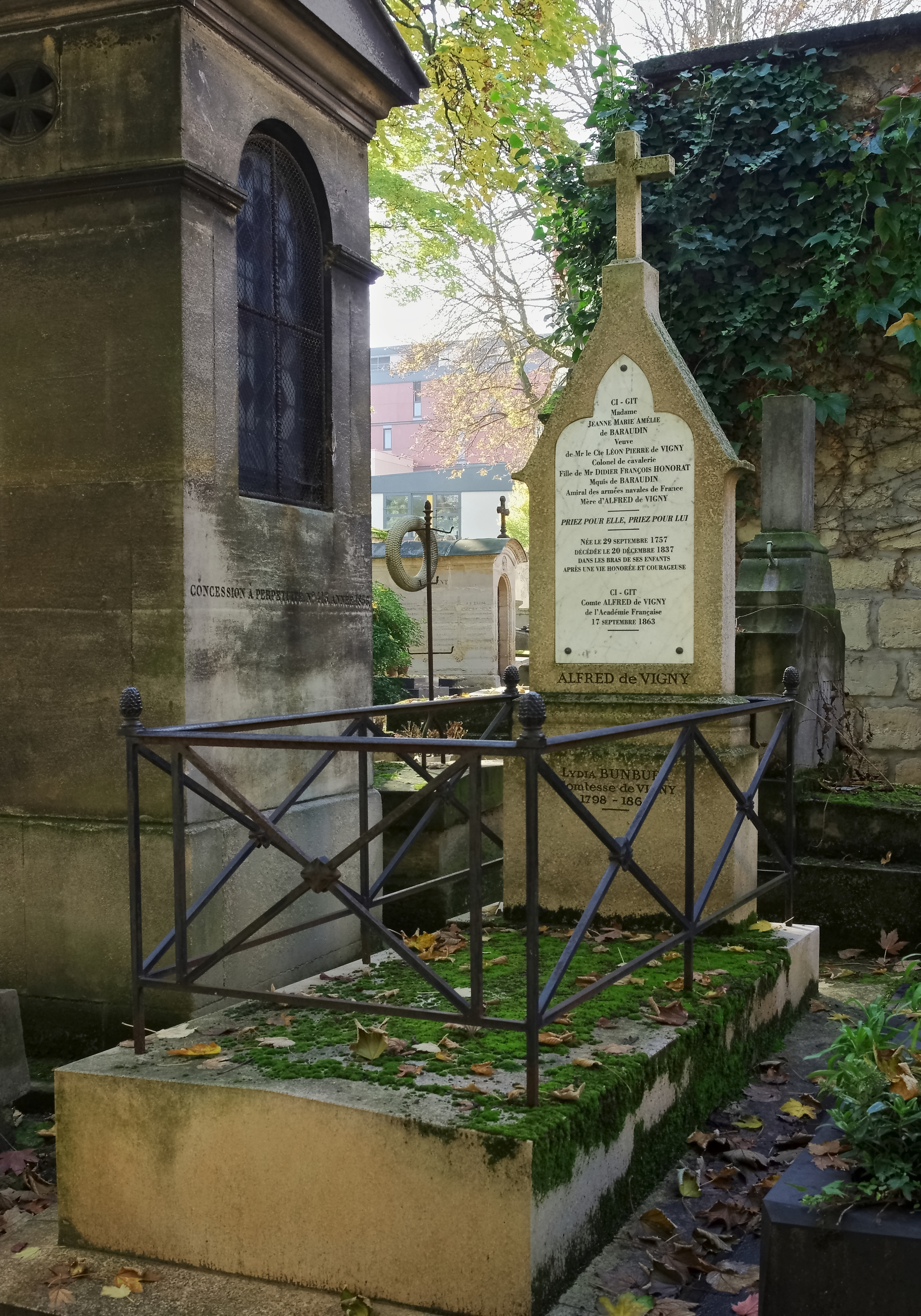
Tomba di Alfred de Vigny

Benché Alfred de Vigny avesse avuto successo come autore, la sua vita personale non fu felice. Il matrimonio fu deludente (la moglie si rivelerà una donna superficiale, poco interessata alla letteratura e alla lingua francese che non parlerà mai correntemente e diventò ben presto obesa), la relazione con Marie Dorval fu tempestosa e all'insegna della gelosia e il suo talento letterario fu eclissato da altri. Dopo la morte della madre nel 1838, ereditò la proprietà di Maine-Giraud, ad Angoulême, dove si ritirò e dove scrisse alcune delle sue poesie più celebri, compreso La Mort du loup (La morte del lupo) e La Maison du berger (La casa del pastore) considerata da Marcel Proust la migliore poesia del XIX secolo. Nel 1845, dopo diversi tentativi fu eletto membro dell'Académie française dove fu ricevuto scortesemente da Molé.
Durante i suoi ultimi anni smise di pubblicare, benché continuasse a scrivere, e il suo diario è reputato dagli accademici moderni un grande lavoro su sé stesso. Vigny si considerava più un filosofo che un autore letterario; fu uno dei primi autori francesi ad interessarsi al buddismo. La sua filosofia di vita era pessimista e stoica, ma dava importanza alla fratellanza umana, la cultura della conoscenza e la solidarietà, come valori primari. Impiegò diversi anni per scrivere il secondo volume di versi Les Destinées (I destini) che concluse con il suo messaggio finale al Mondo, L'esprit pur (Lo spirito puro) e che venne pubblicato dopo la sua morte. Così come uscì postumo il Journal d'un poète, raccolta di note filosofiche, di riflessioni e abbozzi pubblicato da Louis Ratisbonne nel 1867.
A Parigi, il 17 settembre 1863, a pochi mesi dal decesso della moglie, Vigny morì per un tumore allo stomaco, dopo un anno di sofferenze fisiche coraggiosamente sopportate. Fu sepolto nel cimitero di Montmartre.

## Opere
- Le Bal (1820)
- Poèmes (1822)
- Éloa, ou La sœur des anges (1824)
- Poèmes antiques et modernes (1826)
- Cinq-Mars (1826)
- La maréchale d'Ancre   (1831)
- Stello (1832)
- Quitte pour la peur (1833)[1][2]
- Servitude et grandeur militaires (1835)
- Chatterton (1835)
- La Maison du Berger (1844)
- Les Destinées (1864)
- Journal d'un poète (1867)
- Œuvres complètes (1883-1885)
- Daphné (1912)

Opere in italiano
- Dafne. Ultimo limes pagano, Edizioni di Ar, Padova.
- Chatterton, Edizioni Guerini 1993  traduzione Fabio Scotto